# مقهى الفنانين
مقهى الفنانين (بالإسبانية: Café de artistas) هي رواية اجتماعية من تأليف الكاتب الإسباني كاميلو خوسيه ثيلا الحائز على جائزة نوبل في الأدب عام 1989.كتبها سنة 1953.ترجمها للعربية إبراهيم أشقر وصدرت عن دار ممدوح عدوان سنة 2024.تنتمي الرواية إلى الأدب الواقعي ذي الطابع الدرامي، وتركز على العلاقات الإنسانية التي تنشأ في فضاء فني وثقافي مشحون بالتوترات الاجتماعية والعاطفية، حيث يشكّل المقهى مركزًا للتفاعل، والسجال، والتعبير عن الذات.

## ملخص الرواية
تدور أحداث الرواية في مقهى يقع في إحدى المدن الإسبانية، حيث تلتقي مجموعة من الفنانين والمثقفين والمهمشين، وكل شخصية تحمل ماضيًا وآمالًا وخيبات. يتزاحم هؤلاء في فضاء يبدو ظاهريًا مكانًا للاسترخاء، لكنه في الحقيقة ساحة للتصادمات الفكرية والمشاعر المتأججة.تبدأ الرواية من خلال شخصية "ألفونسو"، زعيم المجموعة وصوتها الأكثر نضجًا، الذي يجد نفسه أمام تحديات داخلية وخارجية. يرافقه في الرواية شخصيات مثل "ماريا"، الشابة الطموحة التي تحلم بعالم الفن، و"خوسيه" الذي يعاني من فقدان الثقة بنفسه، و"إيزابيل" التي تمثل الجانب النسوي المقاوم في عالم يهيمن عليه الرجال.

## الشخصيات
- ألفونسو: شخصية محورية تمثل الضمير الفني والأخلاقي، تتأرجح بين الرغبة في الإلهام واليأس من الواقع.
- ماريا: تمثل الحلم والشغف، وتطرح أسئلة حول حدود الطموح في مواجهة التقاليد والعقبات المجتمعية.
- خوسيه: فنان هش، يعيش صراعًا داخليًا بين الرغبة في الإبداع وشكوكه حول قدرته على العطاء.
- إيزابيل: تجسد الكفاح الأنثوي في مجتمع محافظ، وتدافع عن الحق في التعبير الحر والمكانة المستقلة للمرأة.

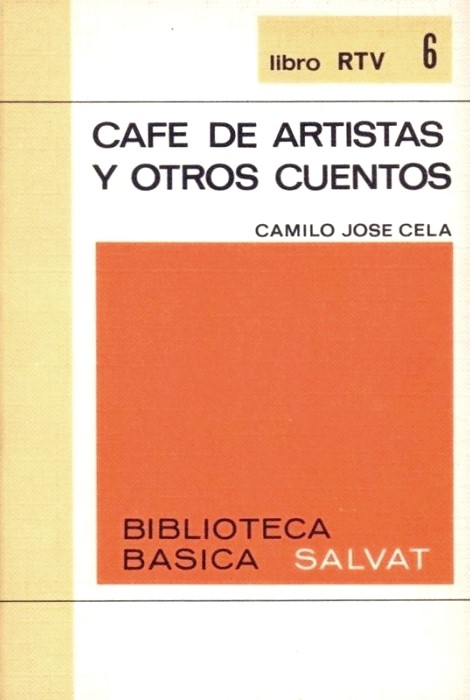

## المواضيع الرئيسية
تتناول الرواية مجموعة من القضايا المتشابكة التي تنعكس في مصائر شخصياتها وتفاصيل عالمها السردي. من أبرز هذه القضايا الصراع بين الواقع والفن، حيث تطرح الرواية تساؤلات عميقة حول قدرة الفن على تغيير الواقع، أو كونه مجرد مرآة تعكس معاناة الإنسان وهشاشته. كما تسلط الضوء على الطموح والإخفاق، من خلال تصوير الفنان كشخصية تسعى إلى الكمال والجمال، لكنها تصطدم بعقبات الحياة اليومية وتحديات الواقع القاسي. وتبرز الرواية أيضًا معاناة الشخصيات مع الفقر والتهميش، حيث تتحول المقهى إلى فضاء رمزي للحرية المؤقتة والهروب من قسوة العالم الخارجي. أما على المستوى النفسي، فتستكشف الرواية أبعاد الهوية والاغتراب، من خلال رسم صراعات داخلية تتعلق بالشعور بالانتماء وقلق الفنان أمام مجتمع لا يمنحه الاعتراف أو الاحتضان. هكذا تشكل هذه القضايا نسيجًا دراميًا يعكس هشاشة الإنسان وتوقه إلى المعنى وسط عالم مضطرب.

## الأسلوب والبنية
تمتاز الرواية بأسلوب سردي داخلي يتماوج بين الحوارات الفلسفية والتأملات الفردية، وتتداخل فيها مشاهد واقعية مع مستويات من الرمز والتأويل. يهيمن الحوار المكثف بين الشخصيات على بنية الرواية، مما يعزز الطابع المسرحي للنص.على الرغم من أن الرواية تنتمي إلى السياق الإسباني، فإن مواضيعها تتجاوز الحدود الثقافية لتلامس قضايا إنسانية شاملة. تطرح الرواية تساؤلات ترتبط بالواقع العربي أيضًا، كالبحث عن الهوية، وضعية الفنان في المجتمع، والتحديات التي تواجه الشباب المبدعين.تمثل مقهى الفنانين عملًا أدبيًا غنيًا يعكس رؤية ثيلا للفن كمجال للصراع والنقاء في آنٍ معًا. الرواية ليست مجرد وصف لأحداث، بل رحلة داخل النفس البشرية ومجتمع يتغير، حيث يصبح المقهى رمزًا للمأوى والمواجهة والبوح.